# Gebetsbund von Attigny
Im Jahr 762 fand in der Königspfalz Attigny eine Synode statt, die unter dem Begriff Gebetsbund von Attigny (auch Totenbund von Attigny genannt) in die Geschichte einging. Sie ist im Memorialwesen das erste Beispiel einer Gebetsverbrüderung oder Synodalverbrüderung.
An dieser Synode nahmen unter Leitung von König Pippin dem Jüngeren 22 Bischöfe, 5 Abtbischöfe und 17 Äbte teil, darunter Chrodegang von Metz, der diese Synode für das Seelenheil der Geistlichen („pro causa religionis ac salute animarum“), initiiert hatte, Megingaud von Würzburg, Lullus von Mainz und Willibald von Eichstätt. 
Die Synode beschloss gegenseitige Gebete für die Verstorbenen: die Mitglieder des Bundes, also die anwesenden Bischöfe, Abtbischöfe und Äbte verpflichteten sich (bzw. ihre Nachfolger), dem Tod eines der Ihren mit 100 Psalter und Messen zu gedenken, von denen 30 persönlich gefeiert werden sollten. Die Vereinbarung beruhte also auf dem Gedanken der  Gegenseitigkeit und war rechtsverbindlich. Der Gebetsbund von Attigny diente als Beispiel und Vorläufer für weitere Synodalverbrüderungen, die auch auf Ebene von Abteien geschlossen wurden, die auf diese Weise ein über Landesgrenzen hinweg funktionierendes Netzwerk aufbauten.
Um die Vereinbarung umsetzen zu können, wurden Listen angefertigt und ausgetauscht, in denen die Namen derjenigen Geistlichen aufgeführt waren, denen gedacht werden sollte. Viele dieser Listen sind erhalten geblieben und stellen heute eine wesentliche Quelle zur Geschichte des Mittelalters dar. Die bekanntesten unter ihnen sind das Verbrüderungsbuch der Abtei Reichenau sowie die entsprechenden Bücher der Fürstabtei St. Gallen und der Abtei Pfäfers.

## Quelle
- Concilium Attiniacense, MGH Concilia aevi Karolini I,1